# 司人形 (人形作家)
司人形（つかさにんぎょう）は、東京都江東区に工房を置く日本の人形製作個人会社。代表者は沙村司。
樹脂製創作人形を作風とする。沙村司の母親は華道家の福永幸水。

## 沿革
- 2008年　沙村司が玩具制作を営む個人会社を創立する。
- 2012年　樹脂製人形の販売、真空注型機の導入を機に現在の屋号、司人形に変更する。
- 2013年　攪拌機能を有した自社製真空注型機の開発成功を機にガレージキット生産を開始する。
- 2014年　ホームページに営業項目が記載され、玩具制作製造の受託をする様になる。
- 2015年　3台目となる真空注型機を導入、自社製捺染印刷機の開発成功。この頃よりホームページに沙村司以外の作家名が記載される。
- 2016年　商品に記載される名前で代表者以外では初めてとなる玩具、トミタアシベ子の「Melting世界遺産」の販売開始。
- 2016年　人形制作・玩具制作以外の営業で初となる、絵本「人形作りのへらこて」の制作を発表する。

## 作品リスト
- 司人形(現在の28cm司人形)
- 13cm司人形(現在の第一13cm人形)
- 24cm司人形(現在の第一24cm人形)
- 第二13cm司人形
- 第二24cm司人形
- Melting世界遺産